# Dover Hill (Indiana)
Dover Hill es un lugar designado por el censo ubicado en el condado de Martin en el estado estadounidense de Indiana. En el Censo de 2010 tenía una población de 114 habitantes y una densidad poblacional de 56,65 personas por km².

## Geografía
Dover Hill se encuentra ubicado en las coordenadas 38°43′9″N 86°48′5″O / 38.71917, -86.80139. Según la Oficina del Censo de los Estados Unidos, Dover Hill tiene una superficie total de 2.01 km², de la cual 2.01 km² corresponden a tierra firme y (0.13%) 0 km² es agua.

## Demografía
Según el censo de 2010, había 114 personas residiendo en Dover Hill. La densidad de población era de 56,65 hab./km². De los 114 habitantes, Dover Hill estaba compuesto por el 97.37% blancos, el 0% eran afroamericanos, el 0% eran amerindios, el 0% eran asiáticos, el 0% eran isleños del Pacífico, el 0% eran de otras razas y el 2.63% pertenecían a dos o más razas. Del total de la población el 0% eran hispanos o latinos de cualquier raza.